# Devin Bowen
Devin Bowen (ur. 18 maja 1972 w Newport Beach) – amerykański tenisista.

## Kariera tenisowa
Karierę zawodową Bowen rozpoczął w 1994 roku, a zakończył w 2005 roku.
W grze podwójnej Amerykanin triumfował w jednym turnieju rangi ATP World Tour, w 2003 roku w Amersfoort. Dodatkowo osiągnął cztery finały rozgrywek ATP World Tour.
W rankingu gry pojedynczej Bowen najwyżej był na 635. miejscu (26 lutego 1996), a w klasyfikacji gry podwójnej na 39. pozycji (11 sierpnia 2003).

### Finały w turniejach ATP World Tour
| Nazwa                         |
| ----------------------------- |
| Wielki Szlem                  |
| Igrzyska olimpijskie          |
| Tennis Masters Cup            |
| ATP Masters Series            |
| ATP International Series Gold |
| ATP International Series      |

#### Gra podwójna (1–4)
| Końcowy wynik | Nr | Data              | Turniej    | Nawierzchnia | Partner           | Przeciwnicy                   | Wynik finału  |
| ------------- | -- | ----------------- | ---------- | ------------ | ----------------- | ----------------------------- | ------------- |
| Finalista     | 1. | 15 listopada 1998 | Santiago   | Ceglana      | Massimo Bertolini | Mariano Hood Sebastián Prieto | 6:7, 7:6, 6:7 |
| Finalista     | 2. | 8 sierpnia 1999   | Amsterdam  | Ceglana      | Ejal Ran          | Paul Haarhuis Sjeng Schalken  | 3:6, 2:6      |
| Finalista     | 3. | 17 września 2000  | Bukareszt  | Ceglana      | Mariano Hood      | Alberto Martín Ejal Ran       | 6:7(4), 1:6   |
| Finalista     | 4. | 13 kwietnia 2003  | Casablanca | Ceglana      | Ashley Fisher     | František Čermák Leoš Friedl  | 3:6, 5:7      |
| Zwycięzca     | 1. | 20 lipca 2003     | Amersfoort | Ceglana      | Ashley Fisher     | Chris Haggard André Sá        | 6:0, 6:4      |